# Venance Dougados
Jean-François Dougados, dit Venance Dougados (Carcassonne, 10 août 1762, Paris, 13 janvier 1794) est connu comme un capucin poète, libéré de ses vœux en 1790. Engagé avec enthousiasme dans la cause révolutionnaire, il est guillotiné en janvier 1794, accusé de fédéralisme.
Fils d'un cordonnier et d'une charcutière de Carcassonne, et apparemment faute d'autre perspective de carrière, il entre au noviciat en 1783. L'état ecclésiastique ne convient ni à ses vœux, ni à ses mœurs.
Dès 1786, il compose La Quête, dans lequel il se plaint élégamment de sa pauvre vie de capucin. L'ouvrage, ainsi que le suivant, L'Ennui, lui vaudra une certaine réputation littéraire dans le Midi de la France, avant d'être commenté dans les journaux littéraires parisiens, en 1790.
À cette date, il est enfin relevé de ses vœux. Enthousiasmé par la Révolution française, et toujours en quête d'un statut, il devient président des Amis de la Constitution de Carcassonne, puis capitaine d'une compagnie de la Garde nationale à Perpignan.